# Youri Boutsko
Youri Markovitch Boutsko (en russe : Юрий Маркович Буцко ; né le 28 mai 1938 à Loubny en Ukraine et décédé le 25 avril 2015 à Moscou) est un compositeur russe, professeur du Conservatoire d’État Tchaïkovski de Moscou de 1968 à 2013,,.